# Coelinidea
Coelinidea is een geslacht van insecten uit de orde vliesvleugeligen (Hymenoptera) en de familie schildwespen (Braconidae).

## Soorten
Deze lijst van 41 stuks is mogelijk niet compleet.
- C. albimana (Vollenhoven, 1873)
- C. antha Riegel, 1982
- C. arca Riegel, 1982
- C. arctoa (Astafurova, 1998)
- C. ater (Curtis, 1837)
- C. atrans (Astafurova, 1998)
- C. colora Riegel, 1982
- C. coma Riegel, 1982
- C. depressa (Herrich-Schaffer, 1838)
- C. discolor (Astafurova, 1998)
- C. elegans (Curtis, 1829)
- C. fuliginosa (Curtis, 1829)
- C. gracilis (Curtis, 1829)
- C. gravis (Herrich-Schaffer, 1838)
- C. hordeicola Watanabe, 1963
- C. linearis (Provancher, 1886)
- C. longula (Ashmead, 1889)
- C. lusakaensis (Fischer, 2006)
- C. maehongsonensis (Fischer, 2006)
- C. mahackemoi (Viereck, 1917)
- C. meromyzae (Forbes, 1884)
- C. nigra (Nees, 1811)
- C. nigripes (Ashmead, 1890)
- C. obscura (Curtis, 1829)
- C. occom Viereck, 1917
- C. oryzicola Watanabe, 1963
- C. pajori (Fischer, 2006)
- C. parvipennis (Thomson, 1895)
- C. peculiaris Gannota, 1996
- C. podagrica (Haliday, 1839)
- C. pusilla (Astafurova, 1998)
- C. pusillum (Astafurova, 1998)
- C. rufa (Astafurova, 1998)
- C. ruficollis (Herrich-Schaffer, 1838)
- C. semirufa Fischer, 1957
- C. solaris (Astafurova, 1998)
- C. stenostigma (Thomson, 1895)
- C. tenuis (Astafurova, 1998)
- C. trjapitzini Tobias, 1971
- C. venusta (Marshall, 1898)
- C. vidua (Curtis, 1829)